# Riserve naturali regionali d'Italia
Le riserve naturali regionali fanno parte delle aree naturali protette in Italia.
Sono costituite da aree terrestri, fluviali, lacustri o marine che contengano una o più specie naturalisticamente rilevanti della fauna e della flora, ovvero presentano uno o più ecosistemi importanti per la biodiversità biologica o per la conservazione delle risorse genetiche. La valenza degli elementi naturalistici presenti le colloca tra le riserve regionali.
In base all'Elenco ufficiale delle aree naturali protette (EUAP) attualmente vigente (6º aggiornamento del 2010), in Italia si trovano 365 riserve naturali regionali, che coprono una superficie di ca. 230000 ettari a terra e ca. 1300 ettari a mare. L'elenco che segue include anche altre riserve naturali regionali non incluse nell'EUAP.

## Abruzzo
- Riserva regionale Abetina di Rosello
- Riserva naturale guidata Bosco di Don Venanzio
- Riserva naturale guidata Calanchi di Atri
- Riserva naturale guidata Cascate del Verde
- Riserva naturale controllata Castel Cerreto
- Riserva naturale guidata Gole del Sagittario
- Riserva naturale guidata Gole di San Venanzio
- Riserva naturale speciale delle Grotte di Pietrasecca
- Riserva naturale controllata Lago di Penne
- Riserva naturale controllata Lago di Serranella
- Riserva naturale guidata Lecceta di Torino di Sangro
- Riserva naturale guidata Monte Genzana e Alto Gizio
- Riserva naturale guidata Monte Salviano
- Riserva naturale di interesse provinciale Pineta Dannunziana
- Riserva naturale guidata Punta Aderci
- Riserva naturale guidata Sorgenti del Fiume Pescara
- Riserva naturale Monte Velino
- Riserva naturale guidata Zompo lo Schioppo
- Riserva naturale regionale Grotte di Luppa
- Riserva regionale Bosco di Sant'Antonio
- Riserva regionale Gole del Salinello
- Riserva naturale Maiella Orientale
- Riserva regionale Valle del Foro
- Riserva regionale Valle dell'Orta
- Riserva regionale Voltigno e Valle d'Angri

## Basilicata
- Riserva regionale Abetina di Laurenzana
- Riserva naturale orientata Bosco Pantano di Policoro
- Riserva regionale Lago Laudemio
- Riserva regionale Lago Pantano di Pignola
- Riserva regionale Lago piccolo di Monticchio
- Riserva regionale San Giuliano

## Calabria
- Riserva Naturale Regionale del Vergari
- Riserva naturale regionale Foce del fiume Crati
- Riserva naturale regionale Lago di Tarsia
- Riserva naturale Valli Cupe
- Riserva naturale regionale di Trinchise[2]
- Riserva naturale regionale del fiume Vitravo e delle grotte rupestri di Verzino[3]
- Riserva naturale regionale "Le Dune di Giovino"[4]

## Campania
- Riserva naturale Foce Sele - Tanagro
- Riserva naturale Foce Volturno - Costa di Licola
- Riserva naturale Lago Falciano
- Riserva naturale Monti Eremita - Marzano

## Emilia-Romagna
- Riserva naturale di Alfonsine
- Riserva naturale orientata Bosco della Frattona
- Riserva naturale orientata Bosco di Scardavilla
- Riserva naturale orientata Cassa di espansione del Fiume Secchia
- Riserva naturale orientata Dune Fossili di Massenzatica
- Riserva naturale orientata Fontanili di Corte Valle Re
- Riserva naturale regionale dei Ghirardi
- Riserva naturale orientata di Monte Prinzera
- Riserva naturale orientata di Onferno
- Riserva naturale orientata Parma Morta
- Riserva naturale geologica del Piacenziano
- Riserva naturale regionale delle Salse di Nirano
- Riserva naturale orientata di Sassoguidano
- Riserva naturale orientata Rupe di Campotrera
- Riserva naturale Contrafforte Pliocenico

## Friuli-Venezia Giulia
- Riserva naturale delle Falesie di Duino
- Riserva naturale della Foce dell'Isonzo
- Riserva naturale Foci dello Stella
- Riserva naturale Forra del Cellina
- Riserva naturale dei Laghi di Doberdò e Pietrarossa
- Riserva naturale del Lago di Cornino
- Riserva naturale del Monte Lanaro
- Riserva naturale del Monte Orsario
- Riserva naturale della Val Rosandra
- Riserva naturale Valle Canal Novo
- Riserva naturale della Valle Cavanata
- Riserva naturale della Val Alba

## Lazio
- Riserva naturale Antiche Città di Fregellae e Fabrateria Nova e del Lago di San Giovanni Incarico
- Riserva naturale di Decima-Malafede
- Riserva naturale dell'Insugherata
- Riserva parziale naturale dei Laghi Lungo e Ripasottile
- Riserva naturale del Lago di Canterno
- Riserva naturale lago di Posta Fibreno
- Riserva naturale Lago di Vico
- Riserva naturale Laurentino-Acqua Acetosa
- Riserva naturale della Macchia di Gattaceca e Macchia del Barco
- Riserva naturale di Macchiatonda
- Riserva naturale della Marcigliana
- Riserva regionale Montagne della Duchessa
- Riserva naturale di Monte Catillo
- Riserva naturale di Monte Mario
- Riserva naturale Monte Navegna e Monte Cervia
- Riserva naturale Monte Rufeno
- Riserva naturale regionale Monterano
- Riserva naturale del Monte Soratte
- Riserva naturale di Nomentum
- Riserva naturale parziale Selva del Lamone
- Riserva naturale della Tenuta dei Massimi
- Riserva naturale della Tenuta di Acquafredda
- Riserva naturale di Nazzano, Tevere-Farfa
- Riserva naturale regionale Tor Caldara
- Riserva naturale di Tuscania
- Riserva naturale della Valle dei Casali
- Riserva naturale Valle dell'Aniene
- Riserva naturale provinciale Monte Casoli di Bomarzo
- Riserva naturale provinciale Villa Borghese

## Liguria
- Riserva naturale regionale di Bergeggi
- Riserva naturale regionale dell'Isola di Gallinara
- Riserva naturale regionale di Rio Torsero

## Lombardia
- Riserva naturale Bosco WWF di Vanzago
- Riserva naturale Piramidi di Postalesio
- Riserva naturale Piramidi di Zone
- Riserva naturale Sasso Malascarpa
- Riserva naturale Sorgente Funtaní
- Riserva naturale Sorgenti della Muzzetta
- Riserva naturale Valle di Bondo
- Riserva naturale Valle di Sant'Antonio
- Riserva naturale Oasi WWF di Valpredina
- Riserva naturale Abbazia Acqualunga
- Riserva naturale Adda Morta - Lanca della Rotta
- Riserva naturale Bosco de l'Isola
- Riserva naturale Bosco di Barco
- Riserva naturale Complesso morenico di Castellaro Lagusello
- Riserva naturale dell'Isola Boscone
- Riserva naturale Lago di Biandronno
- Riserva naturale Lago di Ganna
- Riserva naturale Lanca di Gabbioneta
- Riserva naturale Lanche di Azzanello
- Riserva naturale Le Bine
- Riserva naturale Monticchie
- Riserva naturale Palude Brabbia
- Riserva naturale Palude di Ostiglia
- Riserva naturale Palude Loja
- Riserva naturale Pian di Spagna e Lago di Mezzola
- Riserva naturale Riva orientale del Lago di Alserio
- Riserva naturale Torbiere del Sebino
- Riserva naturale Torbiere di Marcaria
- Riserva naturale Vallazza
- Riserva naturale Valle del Freddo
- Riserva naturale Valli del Mincio
- Riserva naturale orientata Bosco dei Bordighi
- Riserva naturale orientata Lanca di Gerole
- Riserva naturale orientata Bosco Ronchetti
- Riserva naturale Fontana del Guercio
- Riserva naturale Fontanile Brancaleone
- Riserva naturale Fontanile Nuovo
- Riserva naturale Lago di Montorfano
- Riserva naturale Lago di Piano
- Riserva naturale Lago di Sartirana
- Riserva naturale Monte Alpe
- Riserva naturale Naviglio di Melotta
- Riserva naturale Palata Menasciutto
- Riserva naturale Boschetto della Cascina Campagna
- Riserva naturale Bosco della Marisca
- Riserva naturale Isola Uccellanda
- Riserva naturale Paluaccio di Oga
- Riserva naturale Pian Gembro
- Riserva naturale Marmitte dei Giganti
- Riserva naturale Boschetto di Scaldasole
- Riserva naturale Boschi del Giovetto di Palline
- Riserva naturale Isola Boschina
- Riserva naturale Incisioni rupestri di Ceto, Cimbergo e Paspardo
- Riserva naturale Garzaia del Bosco Basso
- Riserva naturale Garzaia della Carola
- Riserva naturale Garzaia della Cascina Isola
- Riserva naturale Garzaia della Roggia Torbida
- Riserva naturale Garzaia di Pomponesco
- Riserva naturale Garzaia di Porta Chiossa
- Riserva naturale Garzaia di Villa Biscossi
- Riserva naturale Valsolda

## Marche
- Riserva naturale regionale orientata di Ripa Bianca
- Riserva naturale regionale Sentina
- Riserva naturale montana regionale del Monte San Vicino e Monte Canfaito

## Molise
- Riserva naturale Torrente Callora
- Riserva naturale regionale Bosco Casale

## Piemonte
- Riserva naturale dell'Orrido di Chianocco
- Riserva naturale dell'Orrido di Foresto
- Riserva naturale della Vauda
- Riserva naturale della Madonna della Neve sul Monte Lera
- Riserva naturale del Ponte del Diavolo
- Riserva naturale del Bosco del Vaj
- Riserva naturale della Confluenza del Maira
- Riserva naturale della Lanca di San Michele
- Riserva naturale della Lanca di Santa Marta e della Confluenza del Banna
- Riserva naturale del Meisino e dell'Isolone Bertolla
- Riserva naturale dell'Oasi del Po morto
- Riserva naturale del Molinello
- Riserva naturale Le Vallere
- Riserva naturale Arrivore e Colletta
- Riserva naturale della confluenza dell'Orco e del Malone
- Riserva naturale della Confluenza della Dora Baltea
- Riserva naturale del Mulino Vecchio
- Riserva naturale dell'Isolotto del Ritano
- Riserva naturale di Rocca San Giovanni-Saben
- Riserva naturale delle Grotte del Bandito
- Riserva naturale di Paesana
- Riserva naturale di Paracollo, Ponte pesci vivi
- Riserva naturale Fontane
- Riserva naturale della Confluenza del Bronda
- Riserva naturale della Confluenza del Pellice
- Riserva naturale della Confluenza del Varaita
- Riserva naturale dei Ciciu del Villar
- Riserva naturale delle Sorgenti del Belbo
- Riserva naturale di Crava-Morozzo
- Riserva naturale speciale del Torrente Orba
- Riserva naturale di Ghiaia Grande
- Riserva naturale della Confluenza del Sesia e del Grana e della Garzaia di Valenza
- Riserva naturale delle Sponde fluviali di Casale Monferrato
- Riserva naturale del Bric Montariolo
- Riserva naturale della Confluenza del Tanaro
- Riserva naturale della Garzaia di Villarboit
- Riserva naturale della Garzaia di Carisio
- Riserva naturale della Palude di Casalbeltrame
- Riserva naturale Castelnuovo Scrivia
- Riserva naturale Isola Santa Maria
- Riserva naturale speciale della Valle Andona, Valle Botto e Val Grande
- Riserva naturale speciale della Val Sarmassa
- Riserva naturale delle Baragge
- Riserva naturale del Parco Burcina Felice Piacenza
- Riserva naturale dei Canneti di Dormelletto
- Riserva naturale di Fondo Toce
- Riserva naturale orientata di Bosco Solivo
- Riserva naturale di Fontana Gigante
- Riserva speciale della palude di San Genuario
- Riserva naturale di Benevagienna
- Riserva naturale del Monte Mesma
- Riserva naturale del Colle di Buccione
- Riserva naturale della Grotta di Rio Martino
- Riserva naturale del Neirone

Parchi naturali di interesse provinciale
- Parco naturale del Lago di Candia
- Parco naturale del Monte San Giorgio
- Parco naturale del Monte Tre Denti - Freidour
- Parco naturale di Conca Cialancia
- Parco naturale del Colle del Lys
- Parco naturale della Rocca di Cavour

Non incluse nell'EUAP
- Riserva naturale integrale Garzaia di Valenza
- Riserva naturale speciale Confluenza del Bronda
- Riserva naturale speciale Confluenza del Pellice
- Riserva naturale speciale Confluenza del Sesia e del Grana
- Riserva naturale speciale Confluenza del Tanaro
- Riserva naturale speciale Confluenza del Varaita
- Riserva naturale speciale Ghiaia Grande
- Riserva naturale speciale Pian del Re
- Riserva naturale speciale Confluenza del Maira
- Riserva naturale speciale Confluenza dell'Orco e del Malone
- Riserva naturale speciale Confluenza della Dora Baltea (Baraccone)
- Riserva naturale speciale Isolotto del Ritano (Dora Baltea)
- Riserva naturale speciale Lanca di Santa Marta e Confluenza del Banna
- Riserva naturale speciale Lanca di San Michele
- Riserva naturale del Meisino e dell'Isolone Bertolla
- Riserva naturale speciale Mulino Vecchio (Dora Baltea)
- Riserva naturale delle Grotte di Bossea

## Puglia
- Riserva naturale regionale orientata Bosco delle Pianelle
- Riserva naturale regionale orientata Boschi di Santa Teresa e dei Lucci
- Riserva naturale regionale orientata del Litorale Tarantino Orientale
- Riserva naturale regionale orientata Bosco di Cerano
- Riserva naturale regionale orientata Palude del Conte e Duna Costiera - Porto Cesareo
- Riserva naturale regionale orientata Palude La Vela
- Riserva naturale regionale orientata dei Laghi di Conversano e Gravina di Monsignore

## Sicilia
- Riserva naturale orientata Bagni di Cefalà Diana e Chiarastella
- Riserva naturale orientata Biviere di Gela
- Riserva naturale orientata Bosco della Ficuzza, Rocca Busambra, Bosco del Cappelliere e Gorgo del Drago
- Riserva naturale orientata Bosco di Favara e Bosco Granza
- Riserva naturale Bosco di Alcamo
- Riserva naturale orientata Bosco di Malabotta
- Riserva naturale orientata Bosco di Santo Pietro
- Riserva naturale orientata Capo Gallo
- Riserva naturale orientata Capo Rama
- Riserva naturale orientata Cavagrande del Cassibile
- Riserva naturale integrale Complesso Immacolatelle e Micio Conti
- Riserva naturale integrale Complesso speleologico Villasmundo-Sant'Alfio
- Riserva naturale orientata geologica di Contrada Scaleri
- Riserva naturale Fiume Ciane e Saline di Siracusa
- Riserva naturale Fiume Fiumefreddo
- Riserva naturale Foce del Fiume Belice e dune limitrofe
- Riserva naturale orientata Fiumedinisi e Monte Scuderi
- Riserva naturale orientata Foce del fiume Platani
- Riserva naturale integrale Grotta Conza
- Riserva naturale integrale Grotta dei Puntali
- Riserva naturale orientata Grotta della Molara
- Riserva naturale integrale Grotta di Carburangeli
- Riserva naturale integrale Grotta di Entella
- Riserva naturale integrale Grotta di Santa Ninfa
- Riserva naturale integrale Grotta di Sant'Angelo Muxaro
- Riserva naturale integrale Grotta Palombara
- Riserva naturale integrale Grotta Monello
- Riserva naturale orientata Isola Bella
- Riserva naturale orientata Isola delle Femmine
- Riserva naturale orientata Isola di Alicudi
- Riserva naturale orientata Isola di Filicudi e scogli Canna e Montenassari
- Riserva naturale orientata Isola di Lampedusa
- Riserva naturale integrale Isola di Lachea e Faraglioni dei Ciclopi
- Riserva naturale orientata/integrale Isola di Linosa e Lampione
- Riserva naturale orientata/integrale Isola di Panarea e scogli viciniori
- Riserva naturale orientata Isola di Pantelleria (soppressa nel 2017)
- Riserva naturale orientata/integrale Isola di Stromboli e Strombolicchio
- Riserva naturale orientata Isola di Ustica
- Riserva naturale orientata Isola di Vulcano
- Riserva naturale orientata "Isole dello Stagnone di Marsala"
- Riserva naturale orientata La Timpa
- Riserva naturale orientata Laghetti di Marinello
- Riserva naturale speciale Lago di Pergusa
- Riserva naturale integrale Lago Preola e Gorghi Tondi
- Riserva naturale integrale Lago Sfondato
- Riserva naturale Lago Soprano
- Riserva naturale orientata Laguna di Capo Peloro
- Riserva naturale Le Montagne delle Felci e dei Porri
- Riserva naturale integrale Macalube di Aragona
- Riserva naturale Macchia Foresta del Fiume Irminio
- Riserva naturale orientata Monte Altesina
- Riserva naturale orientata Monte Cammarata
- Riserva naturale orientata Monte Capodarso e Valle dell'Imera Meridionale
- Riserva naturale orientata Monte Carcaci
- Riserva naturale orientata Monte Cofano
- Riserva naturale integrale Monte Conca
- Riserva naturale orientata Monte Genuardo e Santa Maria del Bosco
- Riserva naturale orientata Monte Pellegrino
- Riserva naturale orientata Monte San Calogero
- Riserva naturale orientata Monte San Calogero (Kronio)
- Riserva naturale orientata Monti di Palazzo Adriano e Valle del Sosio
- Riserva naturale Oasi del Simeto
- Riserva naturale orientata Oasi Faunistica di Vendicari
- Riserva naturale orientata Pantalica, Valle dell'Anapo e Torrente Cava Grande
- Riserva naturale Pino d'Aleppo
- Riserva naturale orientata Pizzo Cane, Pizzo Trigna e Grotta Mazzamuto
- Riserva naturale orientata Rossomanno-Grottascura-Bellia
- Riserva naturale orientata Saline di Priolo
- Riserva naturale integrale Saline di Trapani e Paceco
- Riserva naturale orientata Sambuchetti-Campanito
- Riserva naturale orientata Serre della Pizzuta
- Riserva naturale orientata Serre di Ciminna
- Riserva naturale orientata Sughereta di Niscemi
- Riserva naturale orientata Torre Salsa
- Riserva naturale integrale Vallone Calagna sopra Tortorici
- Riserva naturale orientata Vallone di Piano della Corte
- Riserva naturale orientata dello Zingaro
- Riserva naturale orientata Isola di Capo Passero

in via di istituzione
- Riserva naturale orientata Pantani della Sicilia Sud-Orientale
- Riserva naturale orientata Capo Murro di Porco

## Toscana
- Riserva naturale dell'Alpe della Luna
- Riserva naturale dell'Alta Valle del Tevere - Monte Nero
- Riserva naturale del Bosco di Montalto
- Riserva naturale dei Monti Rognosi
- Riserva naturale Ponte a Buriano e Penna
- Riserva naturale del Sasso di Simone
- Riserva naturale della Valle dell'Inferno e Bandella
- Riserva naturale Acquerino Cantagallo
- Riserva naturale Alto Merse
- Riserva naturale Basso Merse
- Riserva naturale Foresta di Berignone
- Riserva naturale del Bosco di Sant'Agnese
- Riserva naturale Castelvecchio
- Riserva naturale Cornate e Fosini
- Riserva naturale Diaccia Botrona
- Riserva naturale Farma
- Riserva naturale La Pietra
- Riserva naturale Lago di Montepulciano
- Riserva naturale Laguna di Orbetello
- Riserva naturale Lucciola Bella
- Riserva naturale Montauto
- Riserva naturale Monte Labbro
- Riserva naturale Montenero
- Riserva naturale Monte Penna
- Riserva naturale Padule Orti-Bottagone
- Riserva naturale Padule di Fucecchio
- Riserva naturale Pescinello
- Riserva naturale Pietraporciana
- Riserva naturale Pigelleto
- Riserva naturale Poggio all'Olmo
- Riserva naturale Bosco dei Rocconi

Riserve naturali di interesse provinciale
- Riserva naturale Lago di Sibolla
- Riserva naturale provinciale Lago di Santa Luce
- Riserva naturale provinciale Bosco della SS. Trinità

## Valle d'Aosta

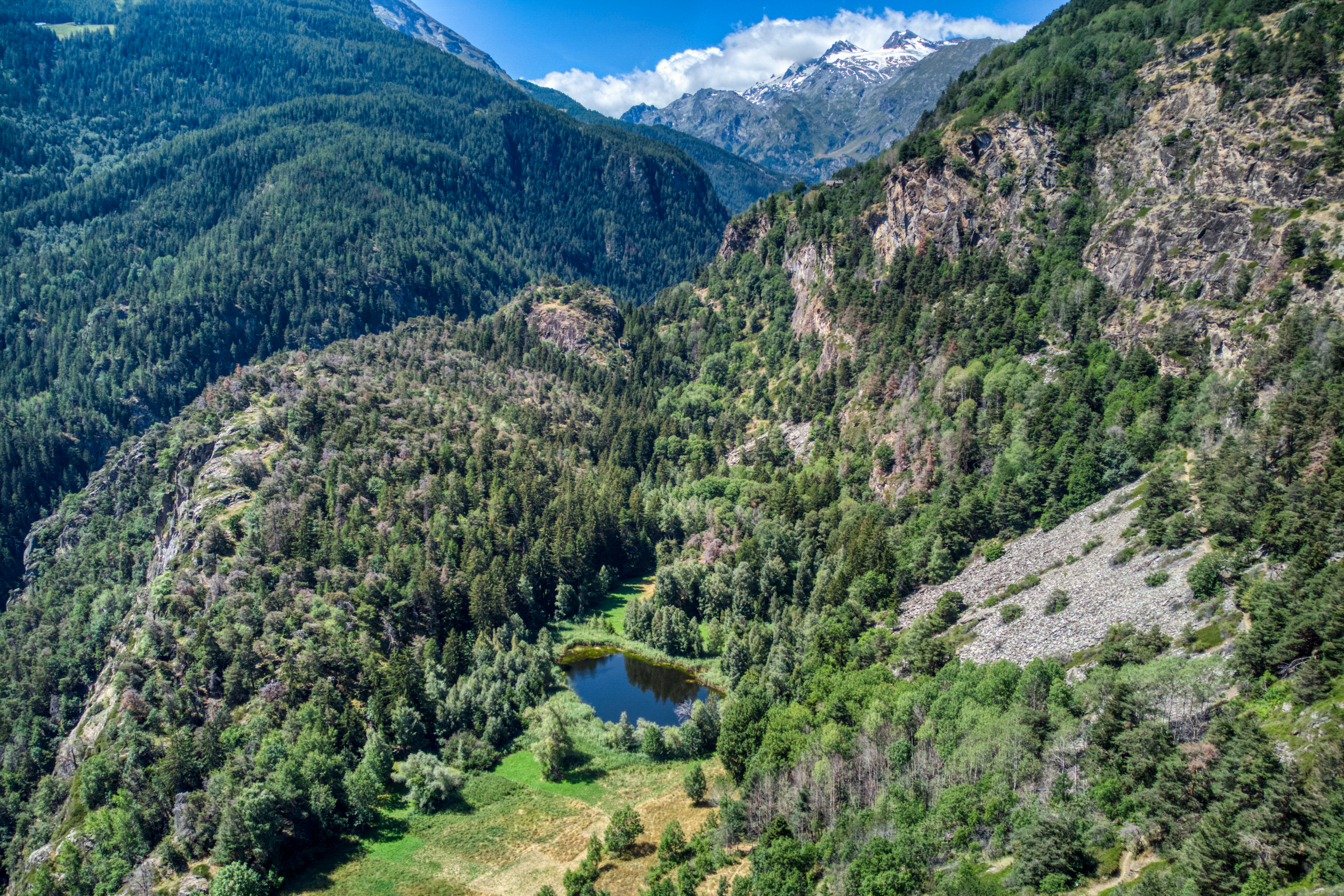
Riserva naturale Lolair

- Riserva naturale Côte de Gargantua
- Riserva naturale Lac de Ville
- Riserva naturale Les Îles
- Riserva naturale Lolair
- Riserva naturale Lozon
- Riserva naturale Marais
- Riserva naturale Mont Mars
- Riserva naturale Stagno di Holay
- Riserva naturale Tzatelet

## Trentino-Alto Adige
Provincia autonoma di Trento
- Riserva naturale guidata di Campobrun
- Riserva naturale guidata della Scanuppia
- Riserva naturale integrale delle Tre Cime del Monte Bondone

Provincia autonoma di Bolzano
- Biotopo Valsura
- Biotopo Palù Raier
- Biotopo Palude del Lago di Varna
- Biotopo Palude Lago di Vizze
- Biotopo Paludèl
- Biotopo Prà Millan
- Biotopo Sanderau
- Biotopo Sommersurs
- Biotopo Alte Etsch - Colsano
- Biotopo Laghetto di Gargazzone
- Biotopo Ontaneti di Postal
- Biotopo Tammerlemoos
- Biotopo Torbiera Totes Moos
- Biotopo Torbiera Tschingger
- Biotopo Wangerau
- Biotopo Ontaneto di Cengles
- Biotopo Ontaneto di Oris
- Biotopo Ontaneto di Sluderno
- Biotopo Torbiera Purschtal
- Biotopo Wiesermoos
- Biotopo Torbiera Wölfl
- Biotopo Buche di ghiaccio
- Biotopo Gisser Auen
- Biotopo Monte Covolo - Nemes
- Biotopo Castelfeder
- Biotopo Lago di Caldaro
- Biotopo Torbiera di Rasun

## Veneto
- Riserva naturale Bocche di Po
- Riserva naturale integrale Bosco Nordio
- Riserva naturale integrale Gardesana Orientale
- Riserva naturale integrale Lastoni Selva Pezzi
- Riserva naturale integrale Piaie Longhe-Millifret
- Riserva naturale orientata Pian di Landro-Baldassare